# Eugeniusz Wyzner
Eugeniusz Wyzner (ur. 31 października 1931 w Chełmnie) – polski dyplomata, stały przedstawiciel Polski przy Organizacji Narodów Zjednoczonych w randze ambasadora (1981–1982 i 1998–1999).

## Życiorys
Syn Henryka. Studiował prawo na Uniwersytetach Jagiellońskim i Warszawskim (otrzymał dyplom UW), a następnie ukończył studium podyplomowe na Akademii Prawa Międzynarodowego w Hadze.
Był członkiem PZPR. Rozpoczął karierę zawodową w 1956 w Departamencie Prawno-Traktatowym Ministerstwa Spraw Zagranicznych. W latach 1961–1968 był zastępcą stałego przedstawiciela Polski przy Organizacji Narodów Zjednoczonych w Nowym Jorku. Od 1968 był zastępcą dyrektora Departamentu Prawnego i Traktatowego Ministerstwa Spraw Zagranicznych, a od 1971 jego dyrektorem. W latach 1973–1978 był Stałym Przedstawicielem Polski przy ONZ w Genewie. W latach 1978–1981 był dyrektorem Departamentu ds. Organizacji Międzynarodowych w polskim MSZ. Pełnił funkcję Ambasadora Polski przy ONZ w Nowym Jorku w latach 1981–1982, a następnie w latach 1998–1999. W latach 1994–1995 pełnił urząd sekretarza parlamentarnego i zastępcy ministra spraw zagranicznych w randze podsekretarza stanu. W latach 1996–1997 był sekretarzem stanu i pierwszym zastępcą ministra spraw zagranicznych.
27 maja 1999 na posiedzeniu V Komitetu 53 sesji Zgromadzenia Ogólnego ONZ został wybrany na stanowisko wiceprzewodniczącego Komisji Międzynarodowej Służby Cywilnej ONZ i 1 sierpnia 1999 objął to stanowisko.
Według materiałów zgromadzonych w archiwum Instytutu Pamięci Narodowej był w latach 1960–1968 tajnym współpracownikiem Służby Bezpieczeństwa PRL o pseudonimach „Wysoki” i „Michał”.
Zna angielski, francuski i rosyjski.

## Funkcje pełnione w ONZ
- 1967–1982 Przewodniczący Podkomitetu Prawnego ds. Pokojowego Wykorzystania Przestrzeni Kosmicznej
- 1973–1978 Stały Przedstawiciel PRL przy ONZ w Genewie
- 1982 Przewodniczący Komisji Rozbrojeniowej[7]
- 1982–1992 Zastępca Sekretarza Generalnego ONZ ds. Konferencji i Specjalnych Zadań[7]
- 1983–1984 Członek Rady[8] ds. reform administracji
- 1984–1993 Członek Rady[8] ds. programu i budżetu
- 1989–1992 Przewodniczący[8] Komisji Statusu Kobiet
- 1991–1993 Przewodniczący Rady ds. nominacji i awansów personalnych[7]
- 1992–1993 Zastępca Sekretarza Generalnego ONZ ds. Informacji Publicznej[7]
- 1994–1997 Zastępca przewodniczącego polskich delegacji na sesji Zgromadzenia Ogólnego ONZ
- 1995 Przewodniczący polskiej delegacji na konferencję ds. Układu o Nierozprzestrzenianiu Broni Jądrowej[7]
- 1999–2007 Wiceprzewodniczący Komisji ds. Międzynarodowej Służby Cywilnej[7]
- od 1999 członek Komisji ds. Międzynarodowej Służby Cywilnej

## Odznaczenia
- Krzyż Komandorski z Gwiazdą Orderu Odrodzenia Polski (1996)[4]
- Krzyż Oficerski Orderu Odrodzenia Polski[5]
- Krzyż Kawalerski Orderu Odrodzenia Polski[5]
- Złoty Krzyż Zasługi[5]
- Srebrny Medal „Za zasługi dla obronności kraju”[5]
- francuski Krzyż Komandorski Orderu Legii Honorowej[3]
- grecki Krzyż Komandorski z Gwiazdą Orderu Feniksa[3]